# Ahaggar
El macizo de Ahaggar o de Hoggar (en árabe: جبال هقار‎, en tuareg: Idurar Uhaggar) es una cadena de montañas localizada en el oeste del Sáhara, al sur de Argelia, a unos a 1500 km al sur de la capital Argel. Administrativamente, el macizo pertenece a la provincia de Tamanrasset.
Esta cadena montañosa, que emerge súbitamente al oeste de la ciudad de Tamanrasset, es hoy uno de los principales destinos turísticos de Argelia.

## Etimología
Hoggar es una transcripción francesa de la palabra árabe جبال هقار, proveniente ella misma del tuareg Ahaggar, cuyo plural Ihaggaren designa la clase noble de los tuareg del Ahaggar.

## Geografía

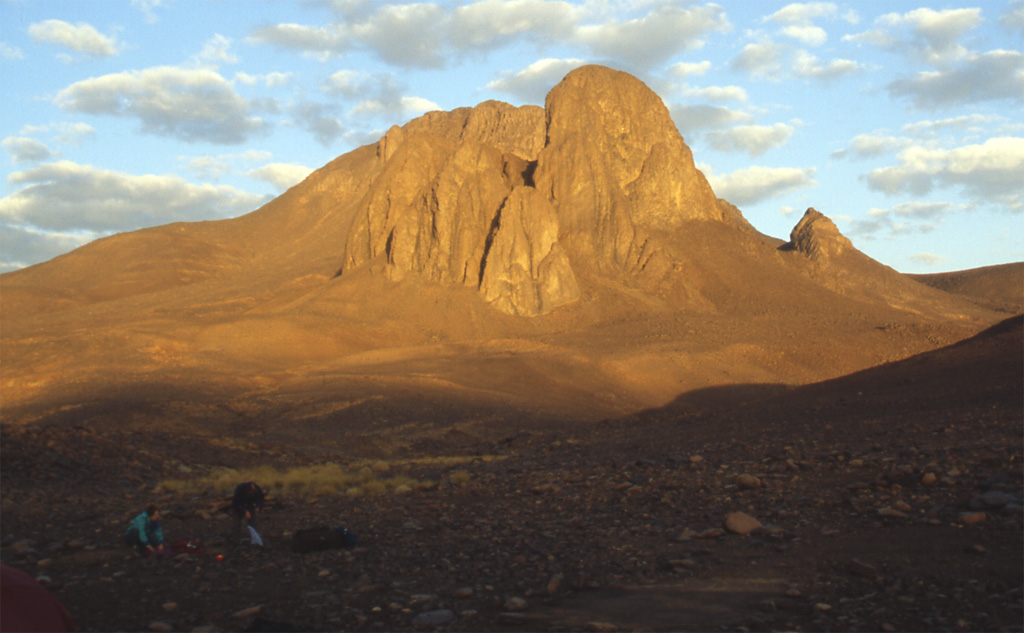
El Tahat, punto culminante de las Ahaggar

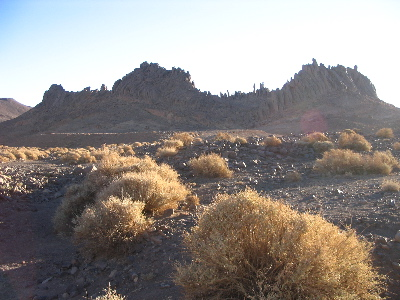
Vegetación típica de las Ahaggar

Atravesado por el trópico de Cáncer, a 80 km al norte de Tamanrasset, el macizo de Hoggar cubre un área de aproximadamente 540.000 km², casi un tercio de la superficie total de Argelia.
Al este de Tamanrasset se eleva a más de 2000 m de altitud una meseta erosionada de unos 250 km de diámetro compuesta por coladas de lava, el Atakor de Hoggar, sobre la que destacan volcanes a una altitud cercana los 3000 m El punto culminante del macizo es el monte Tahat, con 2918 m, que también es la montaña más alta del país. El relieve escarpado compuesto por picos y acantilados de basalto y pórfido es un lugar popular para la escalada.

### Geología
La región tiene una altura media de 900 metros por encima del nivel del mar, el punto más elevado es el monte Tahat, en el centro de Atakor. Culmina a los 3 003 metros de altura, y es también el pico más elevado de Argelia. El macizo está constituido esencialmente por rocas volcánicas, tratándose de una vasta región pedregosa dentro del desierto del Sahara.

### Clima
El clima es extremamente cálido durante todo el verano, pero durante el invierno las temperaturas pueden caer por las noches hasta los 0 °C y helar. Las lluvias son raras y esporádicas. Sin embargo, estas condiciones inhóspitas son menos extremas que en el resto del Sahara, y por ello el Ahaggar posee una gran biodiversidad, siendo hogar de ciertas especies de plantas y animales que distinguen a estas montañas del resto del Sahara.

### Áreas protegidas
En el macizo se ha establecido en 1987 el parque nacional Ahaggar.

## Historia

### Pueblos nómadas
El macizo de Ahaggar es la tierra del pueblo imuhagh o Kel Ahaggar, una tribu del pueblo tuareg. El oasis de Abalasa, próximo a la ciudad de Tamanrasset, es el lugar donde se encuentra la tumba de la reina Tin Hinan quien, según la leyenda, vino de las montañas Tafilalt, región de la cordillera del Atlas de Marruecos.

### Assekrem
Assekrem es el lugar más famoso y frecuentado por visitantes argelinos (particularmente desde mayo a octubre) y europeos (desde octubre a mayo). Localizado a unos 80 km en línea recta desde Tamanrasset, cuenta actualmente con unos 100 000 habitantes.
De particular interés histórico es la ermita de verano de san Carlos de Foucauld, quien residió allí durante algunos meses en el verano de 1909.

## Galería

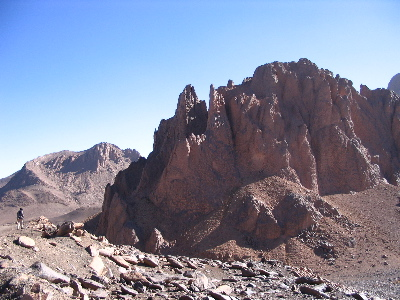
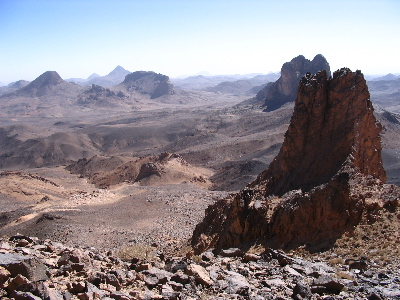
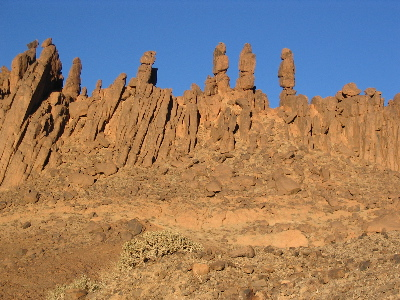
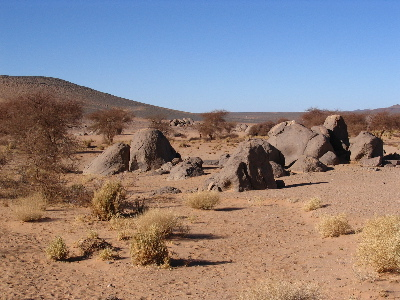
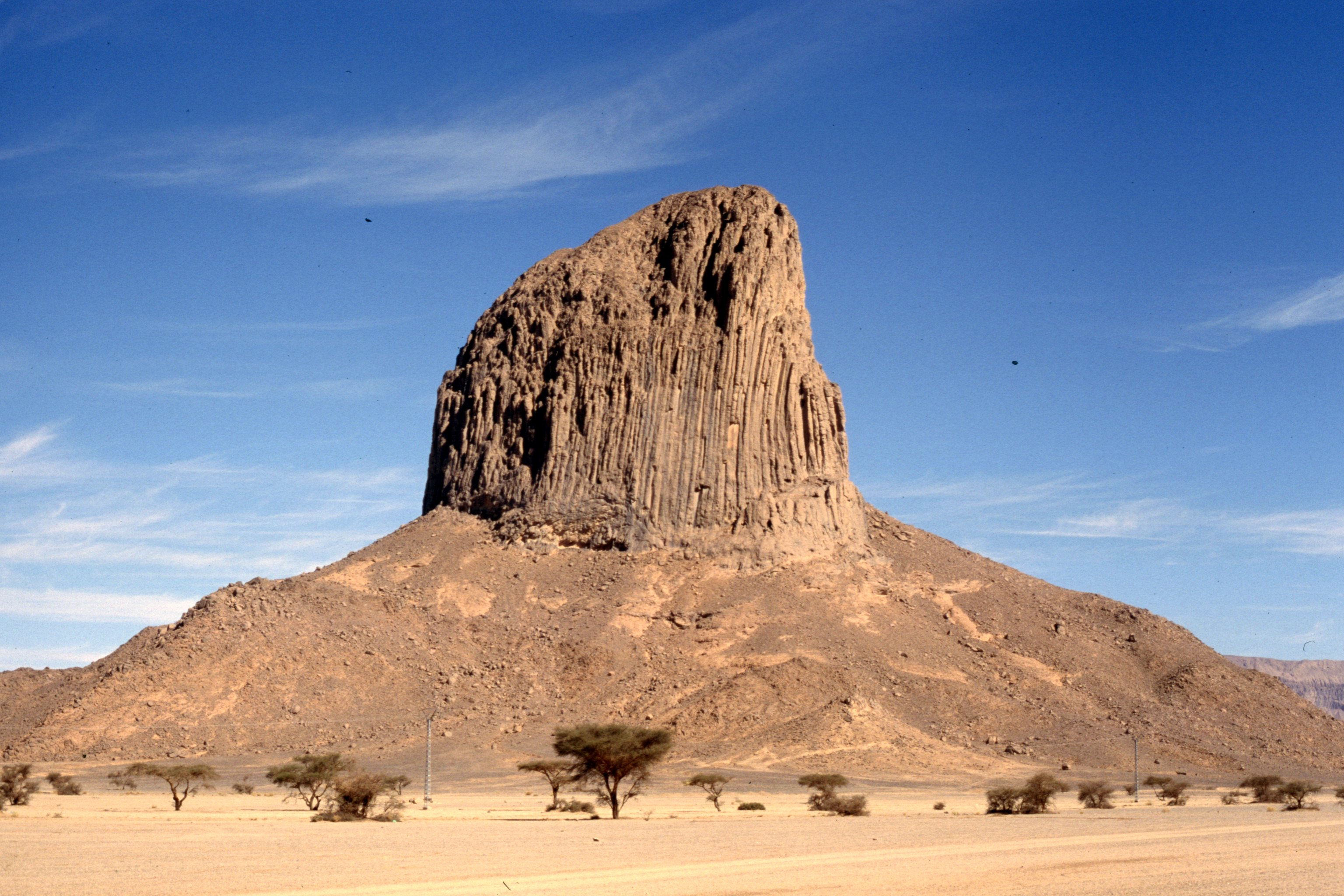
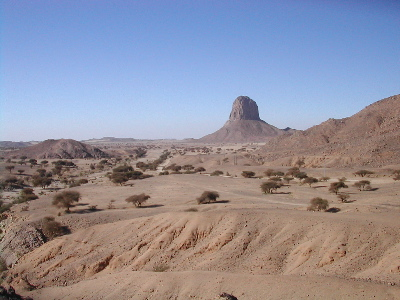
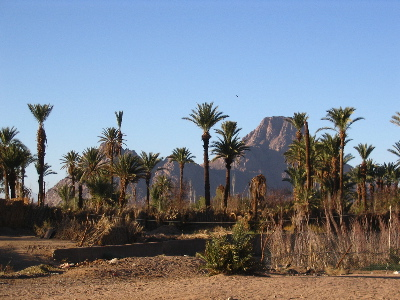
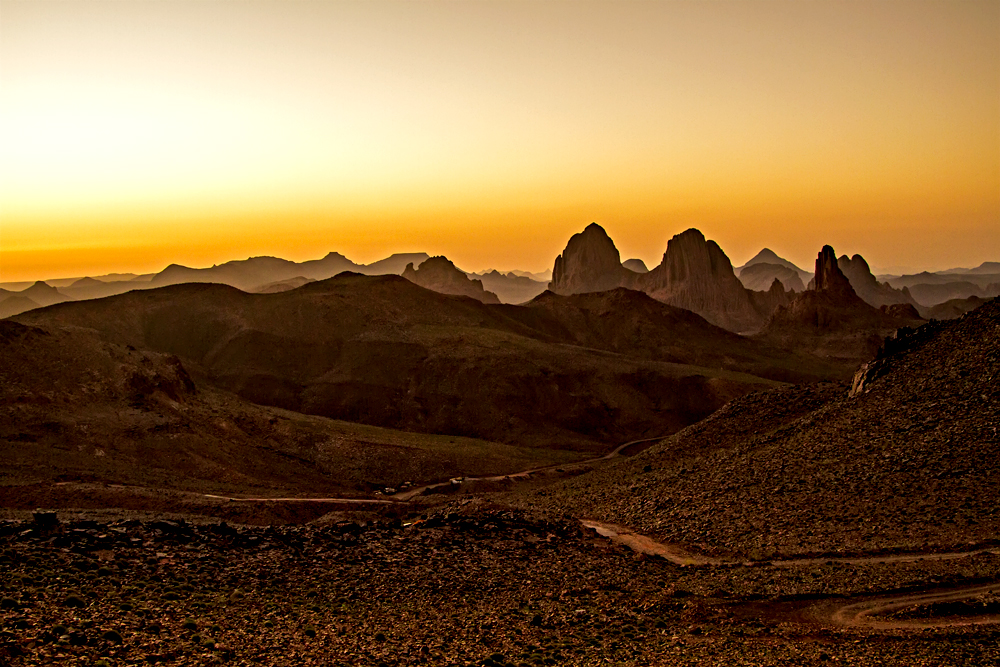